# Havana, Kansas
Havana är en ort i Montgomery County i Kansas. Vid 2010 års folkräkning hade Havana 104 invånare.